# スーパーアイディストコンテスト
スーパーアイディストコンテストは学研が主催したオーディション。「アイディスト」は「アイドル」と「アーティスト」を合わせた造語。グランプリのほか、モデル部門賞、歌手部門賞、ボム賞、パンツの穴賞など部門賞も設けた。
オーディション落選者にはおおた慶文の少女のイラストを採用したはがきが送られ、スーパーアイディストオーディション本選会（会場:日本青年館、ゲストは生稲晃子）へ招待された。アーティスト部門のグランプリは選出されたがデビューには至らず終わった。

## 出身者
- 中野理絵（グランプリ）
- 菅野美寿紀（パンツの穴賞）
- 高市智子（BOMB!賞）

菅野と高市は後にこんぺいとうを結成した。